# 博山区
博山区（はくさん-く）は、中華人民共和国山東省淄博市の市轄区。

## 観光
区内には山東省中部で最も高い山の魯山のほか、原山、白石洞、石門、樵嶺前、五陽山、開元鍾乳洞、博山鍾乳洞、斉の長城、顔文姜祠、石海などの観光地がある。2002年に中華人民共和国国家重点風景名勝区に認定された。

## 行政区画
- 街道：城東街道、城西街道、山頭街道
- 鎮：域城鎮、白塔鎮、八陡鎮、石馬鎮、源泉鎮、池上鎮、博山鎮